# 도킹 스테이션
컴퓨팅과 비디오 게이밍에서 도킹 스테이션(docking station), 포트 복합기(port replicator), 또는 간단히 독(dock)은 태블릿과 같은 하이브리드 비디오 게임 콘솔, 닌텐도 스위치, 랩톱 컴퓨터와 같은 전자 장치를 공통 주변 기기에 간단하게 연결할 수 있게 하는 방법을 제공한다. 휴대전화에서부터 무선 마우스에 이르기까지 도킹 가능한 다양한 장치들의 단자, 전원 신호, 용도가 서로 다르고 표준화되어 있지 않은 경우가 있다.

## 종류
- 포트 복합기(port replicator)
- 브레이크아웃 독(breakout dock)
- 변환기 독/유니버설 독(converter dock/universal dock)

## 노트북 스탠드 및 라이저
노트북 스탠드는 도킹 스테이션이라고도 하며, 일반적으로 화면을 보다 인체공학적인 높이로 높이거나 냉각 기능을 제공하거나 책상 공간을 절약하기 위해 컴퓨터 위에 놓인 컴퓨터를 물리적으로 지지하도록 설계된 액세서리이다. 좀 더 정교한 버전에는 실제로 고품질 비디오, 고속 USB 및 최대 10GB 이더넷 연결을 허용하는 고급 인터페이스가 포함되어 있다. 여기에는 일반적으로 고속 USB-C 또는 선더볼트 인터페이스가 있다.

## 차량 독

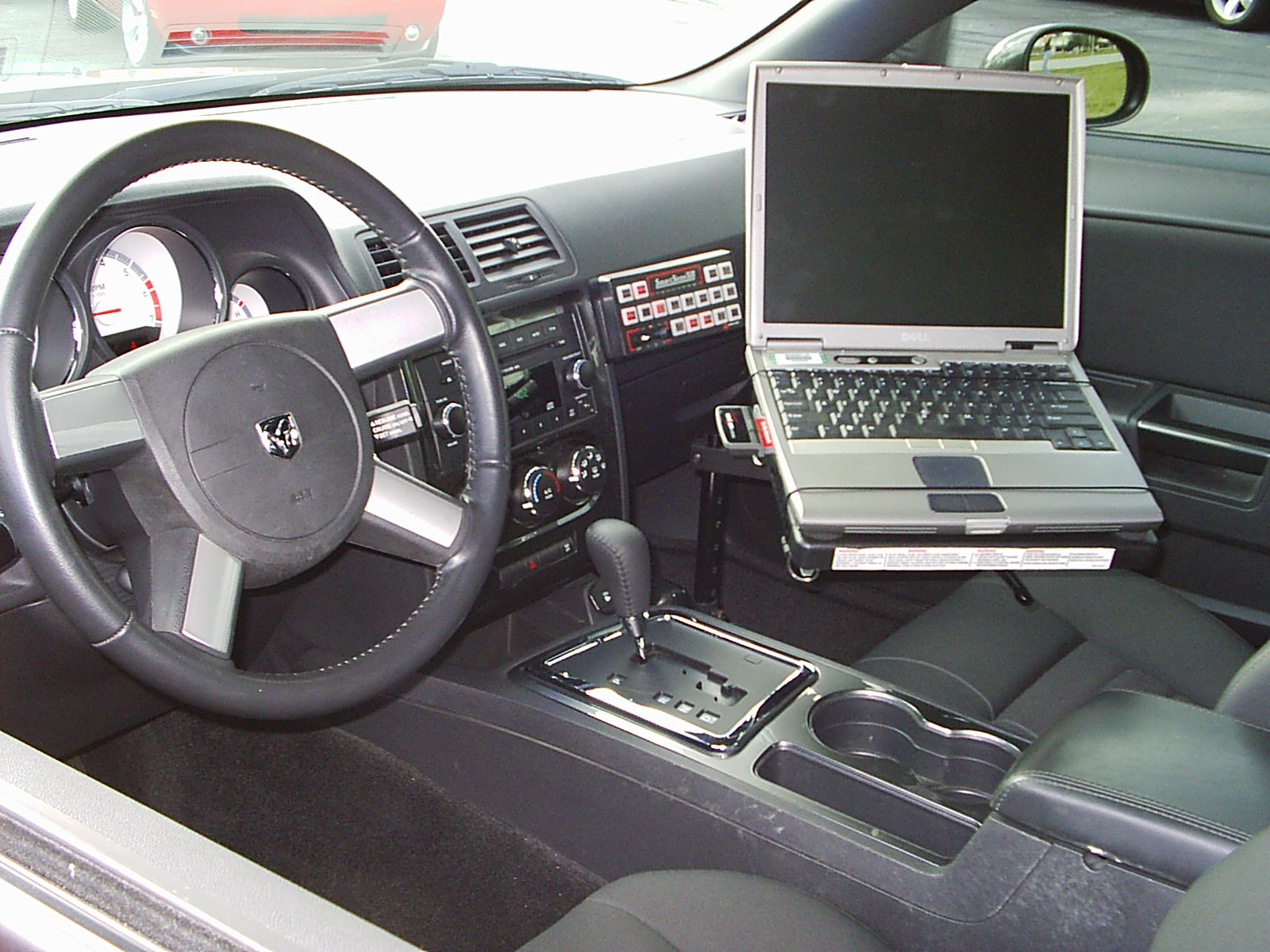
델 노트북이 있는 차량 독

차량 마운트(vehicle mount)라고도 하는 모바일 도킹 스테이션은 차량 내 노트북, 노트북 및 태블릿 작동을 위한 안정적인 플랫폼을 제공한다. 많은 산업에서 모바일 컴퓨팅을 채택하고 있으므로 운영자는 일반적으로 모바일 오피스라고 하는 모바일 현장 사무실로 차량에 모든 장비를 갖추기를 원한다. 2015년 기준 여러 단체에서는 법 집행, 전기, 통신, 군대, 응급 의료 서비스, 화재, 건설, 보험, 부동산, 농업, 석유, 가스, 운송, 창고 보관, 식품 유통, 측량 및 조경에 쓰인다.
일부 제조업체는 혹독한 여행을 견딜 수 있도록 특별히 모바일 도킹 스테이션을 설계한다. 이러한 제품은 진동 및 충격에 대한 MIL-STD 810E 사양을 갖출 수 있다.
모바일 도킹 스테이션은 일반적으로 차량 내 컴퓨터를 안전하고 인체공학적인 위치에 배치할 수 있도록 뼈대, 노트북 책상 또는 표준 랙에 결합된다. 모든 도킹 스테이션과 마찬가지로 모바일 도킹 스테이션은 사용자에게 컴퓨터를 빠르고 쉽게 도킹하고 도킹 해제할 수 있는 수단을 제공한다. 또한 일부 모바일 도킹 스테이션은 도난 방지를 위해 보안 잠금 장치를 제공한다.

## 같이 보기
- USB 허브
- USB-C
- 선더볼트 (인터페이스)